# Lecce nei Marsi
Lecce nei Marsi är en ort och kommun i provinsen L'Aquila i regionen Abruzzo i Italien. Kommunen hade 1 613 invånare (2018).